# Jean Raon

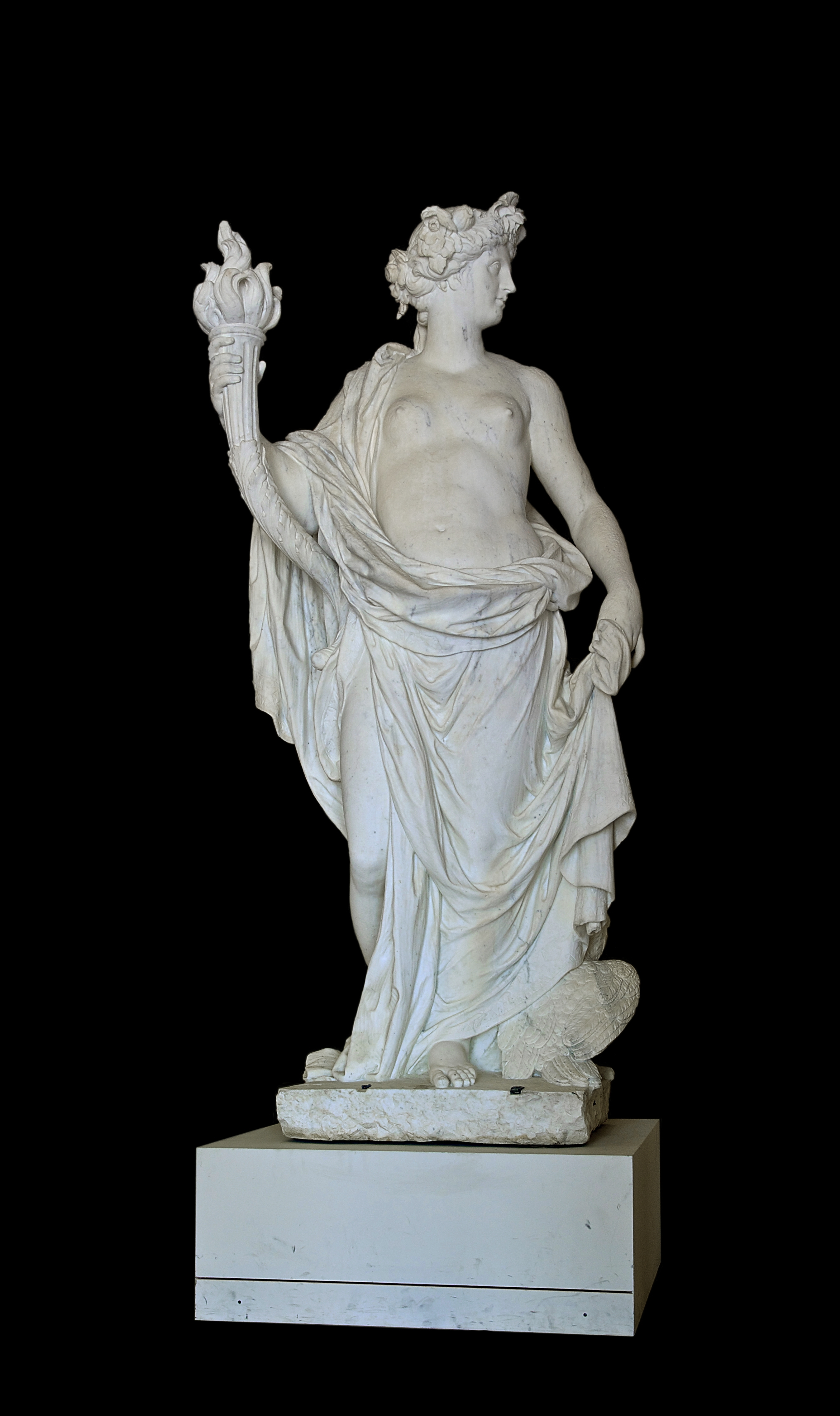
La notte (1675-1680)

Jean Raon (Parigi, 4 luglio 1630 – Parigi, 5 aprile 1707) è stato uno scultore e insegnante francese presso l'Accademia reale di pittura e scultura.

## Biografia
Figlio di un capomastro, fu inizialmente istruito dal padre. In seguito studiò arte a Roma tra il 1666 e il 1669 come pensionante del re (pensionnaire), seguendo i corsi presso l'Accademia di Francia. Ritornato in patria, si stabilì a Versailles, dove operò fino al 1695. Scultore del re, ricevette commissioni da Luigi XIV nell'ambito del grande programma di Charles Le Brun relativo ad architettura, architettura paesaggistica e scultura, che lo impegnarono fino al 1699. Lavorò anche nel castello di Clagny, a Versailles, e in quelli di Marly e Meudon, oltre che presso l'Hôtel des Invalides.
Il 26 febbraio 1661 sposò Geneviève Le Coeur, da cui ebbe almeno 2 figli, Cristophe, nato il 12 novembre 1662 e Jean Melchior, che fu scultore del re. Il 6 marzo 1672 divenne membro dell'Accademia reale di pittura e scultura e, a partire dal 1690, professore. Durante gli ultimi anni di vita, oltre all'insegnamento, continuò ad eseguire sculture per le residenze reali.
Raon eseguì principalmente monumenti di soggetto mitologico e rappresentanti animali, sia in marmo che in bronzo. È noto soprattutto per le sculture di stile classico, realizzate per la reggia e i giardini di Versailles.

## Alcune opere
- La notte, statua in marmo, 1675-1680, Galerie Basse, Reggia di Versailles, Versailles
- Apollo con una Cetra, statua in pietra, 1669-1672, Galerie Basse, Reggia di Versailles, Versailles[4]
- Giove, statua in bronzo, da un modello di Jean Raon (1670), colata tra il 1680 e il 1700, The Getty Center, Los Angeles[5]